# ادوارد بلیث
ادوارد بلیث (انگلیسی: Edward Blyth; ۲۳ دسامبر ۱۸۱۰ – ۲۷ دسامبر ۱۸۷۳) یک جانورشناس و پرنده‌شناس اهل بریتانیا بود.